# Blok (umělecký spolek)
Blok (plným názvem Blok Kubistów, Suprematystów i Konstruktywistów) bylo avantgardní sdružení polských umělců ve Varšavě, které vyvíjelo činnost v letech 1923-1926.
Popudem k založení Bloku byla Výstava Nového umění roku 1923 ve Vilniusu. Členy Bloku byli Mieczysław Szczuka, Jan Golus, Katarzyna Kobro-Strzemińska, Władysław Strzemiński, Teresa Żarnowerówna, Henryk Berlewi, Henryk Stażewski, Maria Nicz-Borowiakowa, Aleksander Rafałowski, Maria Puciatycka, Witold Kajruksztis, Karol Kryński, Mieczysław Szulc.
Blok vydával vlastní časopis Blok, kde vycházely práce zahraničních umělců jako např. Kazimira Maleviče, Marinettiho, Theo van Doesburga, Kurta Schwitterse nebo člena Der Sturm, Herwartha Waldena.
Skupina se rozpadla roku 1926 v důsledku ideologických sporů. Mieczysław Szczuka spolu s Teresou Żarnowerównou pojímali užitečnost umění pro společnost čistě instrumentálně, jako design, typografii a podobně. 
Naproti tomu Strzemiński, Kobro a Stazewski viděli význam umění jinak a zastávali se jeho zcela autonomní role v lidské činnosti. Opustili Blok a spojili se s architekty, sdruženými ve  spolku Praesens (1926-1930). Spolek Praesens podporoval industrializaci a standardizaci výroby s cílem poskytnout levné a pohodlné bydlení pro lidi s průměrnými příjmy a měl společné rysy s německým Bauhausem, nizozemským De Stijl a moskevským VCHUTEMAS. Po roce 1931 se tito tři umělci stali členy pařížské Abstraction-Création.